# Крузо (телесериал)
«Кру́зо» (англ. Crusoe) — телесериал, экранизация романа Даниэля Дефо о Робинзоне Крузо.

## Сюжет
Робинзон Крузо, потерпевший кораблекрушение и оказавшийся на отдалённом острове, в течение шести лет пытается вернуться домой к своей жене и детям.

## Персонажи и актёры

### Главные герои
- Филипп Уинчестер — Робинзон Крузо
- Тонгайи Чириса — Пятница
- Анна Уолтон — Сюзанна Крузо
- Сэм Нилл — Джереми Блэкторн
- Марк Декстер — Самуэль Таффли
- Миа Маэстро — Оливия

### Второстепенные персонажи
- Киран Бью — Натан Уэст
- Эльза Бодл — Софи
- Шон Бин — Джеймс Крузо
- Йоахим де Альмейда — Сантос Сантана
- Джосс Экленд — судья Джеффрис

## Номинации и награды
В 2009 году сериал получил премию Организации звукорежиссёров художественных фильмов «Golden Reel Award» в категории «Best Sound Editing — Long Form Sound Effects and Foley in Television».